# كرزاز
كرزاز بلدية تابعة لولاية بني عباس بالجزائر وهي كذلك مقر دائرة اٍثر التقسيم الاٍداري لسنة 1986 م تبعد عن مقر الولاية ب 330 كم على الطريق الوطني رقم 6 الرابط بين ولاية بشار وولاية أدرار. تعتبر كرزاز اٍحدى الواحات المنتشرة على جنبات وادي الساورة.

## سبب التسمية
يتركب اٍسم كرزاز من لفظتين كر وتعني مهرب وزاز وتعني المعركة، حيث أنها اٍعتبرت في القديم ملجأ للعديد من العائلات التي فرت من الحروب واٍستقرت بها حيث كان يسود السلم.و سكانها الاصليون هم أولاد الحاج. و اولاد بن مالي بعدها آتى الشيخ سيدي أحمد بن موسى الولي الصالح الدي جاء من المغرب واستقر على ضفاف الواد ساورة وإنشاء الزاوية المسمات الآن زاوية كرزاز.

## تاريخها
أول القادمين اٍلى كرزاز كانو من قبيلة أولاد مالي أسسوا قصرا على سفح الجبل المهيمن. بعد ذلك يقدم الشيخ سيدي أحمد بن موسى (جاء من المغرب الأقصى لغرض تدريس وتعليم القرآن الكريم وأمور الدين لسكان الصحراء) ليأسس قصر كرزاز، وكان برفقته زميله الشيخ بن عومر في نفس المهمة والدي استقر بمنطقة أدرار.

## المجمعات السكنية بالبلدية

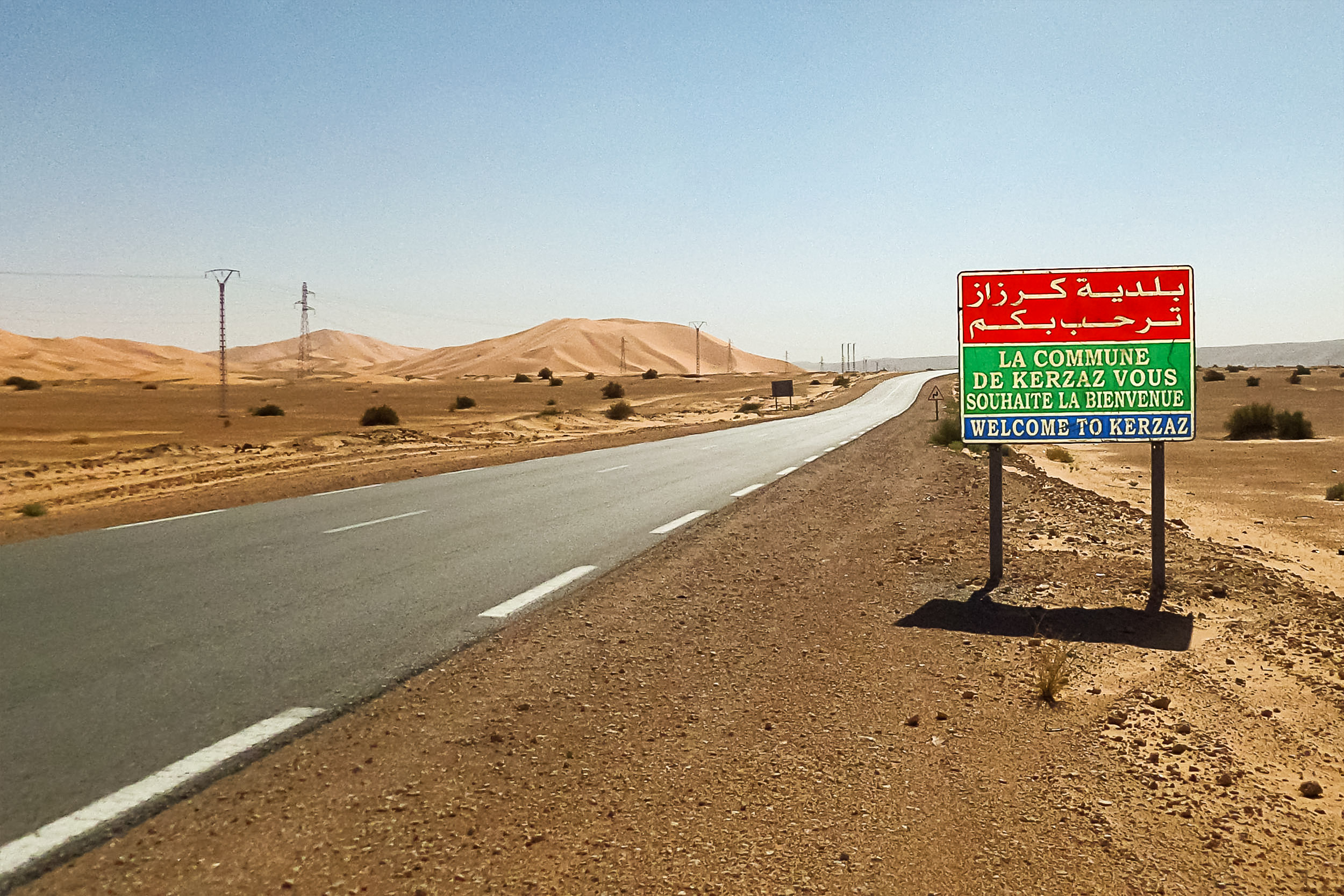
إشارة لمدخل بلدية كرزاز على الطريق الوطني رقم 6

تنقسم بلدية كرزاز اٍلى ثلاث تجمعات سكانية مهمة هي:
- المقسم أو كرزاز مركز، وبه مقر البلدية والدائرة.
- كرزاز قصر يبعد عن مقر البلدية ب 3 كم.
- الزاوية الكبيرة وتبعد عن مقر البلدية ب 7 كم.